# لوان پلی‌ساخارید
لوان پلی‌ساکارید (به انگلیسی: Levan polysaccharide) یک ترکیب شیمیایی با شناسه پاب‌کم ۴۴۰۹۴۶ است. 